# Fuchsia heterotricha
Fuchsia heterotricha är en dunörtsväxtart som beskrevs av Cyrus Longworth Lundell. Fuchsia heterotricha ingår i släktet fuchsior, och familjen dunörtsväxter. Inga underarter finns listade i Catalogue of Life.